# Petrus Martyr Vermigli

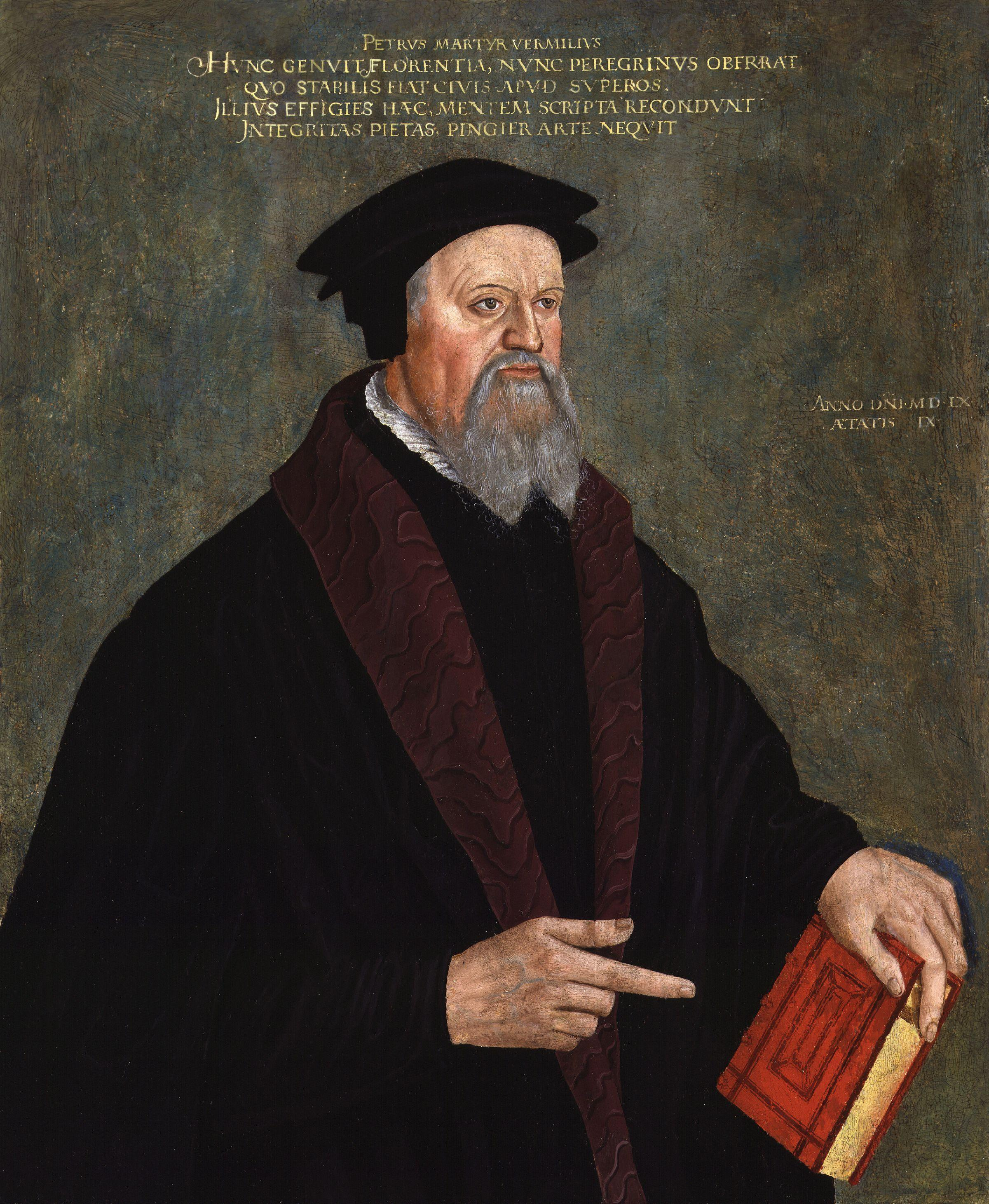
Petrus Martyr Vermigli

Petrus Martyr Vermigli (Florence, Italië, 8 september 1499 - Zurich, Zwitserland, 12 november 1562) was een in Italië geboren gereformeerde theoloog.
Zijn vroege werk als hervormer in het katholieke Italië en zijn beslissing om te vluchten voor het protestantse noorden van Europa, beïnvloedden ook veel andere Italianen om zich te bekeren en te vluchten. Hij kwam op verzoek van Thomas Cranmer naar Engeland waar hij gevraagd werd een reactie te geven op het Book of Common Prayer. Daarnaast werd hij hoogleraar in Oxford. In Engeland beïnvloedde hij de Reformatie die in gang was gezet door koning Edward VI. Hij werd beschouwd als een autoriteit omtrent de eucharistie onder de hervormde kerken en hield zich bezig met controverses over het onderwerp door verhandelingen te schrijven. Vermigli's Loci Communes, een compilatie van fragmenten uit zijn bijbelse commentaren georganiseerd door de onderwerpen van systematische theologie, werd een standaard gereformeerd theologisch leerboek. Tijdens het bewind van Maria I van Engeland werd hij gevangengezet. Na een korte gevangenschap vertrok hij naar Straatsburg, vandaar ging hij naar Zurich waar hij overleed in 1562.
- Biblioteca Nacional de España: XX968768
- Bibliothèque nationale de France: cb11928002w (data)
- Gemeinsame Normdatei: 118768123
- Historisch woordenboek van Zwitserland: 010893
- International Standard Name Identifier: 0000 0001 2283 1583
- Library of Congress Control Number: n50053097
- Nationale Bibliotheek van Tsjechië: mzk2004250961
- Nationale bibliotheek van Australië: 35244346
- Nationale Bibliotheek van Israël: 987007301609005171
- Nederlandse Thesaurus van Auteursnamen: 068454724
- Istituto Centrale per il Catalogo Unico: BVEV027182
- LIBRIS: 200561
- SNAC: w66x207w
- Système universitaire de documentation: 027181510
- Trove: 1099215
- Virtual International Authority File: 95213458
- WorldCat: E39PBJfcTyptm6y9Qd8gCQKmVC